# Олег Каравайчук
Олѐг Николаевич Карава̀йчук (на руски: Оле́г Никола́евич Каравайчу́к; 28 декември 1927 – 13 юни 2016 г.) – съветски и руски композитор, автор на музиката за много филми и театрални постановки.

## Биография
Каравайчук е роден на 28 декември 1927 г. в Киев в семейството на цигулар, който е арестуван, когато Олег е на две години. От ранно детство той композира музика.
Завършва музикалното училище на Ленинградската консерватория през 1945 година. През март 1943 г. той взима участие в концерт на млади музиканти в рамките на честването на 80-годишнината консерватория в Ташкент. В периода 1945 – 1951 г. учи пиано в
Ленинградската консерватория в класа на Самарий Савшинский.
От 1953 г. той пише музика за филми, като твърди, че е започнал във филмовата индустрия, защото това е единствената работа, която не е забранена от КГБ.
В продължение на много години Каравайчук живее с майка си на 15-а линия на Василевския остров на река Нева, Санкт Петербург, в къща между Средний и Малый Проспект, в близост до градината „Вера Слуцкая“. Местните жители често са го виждали на улицата и в близките магазини. Заради екстравагантния си външен вид и поведение (походка и държание, общуване с продавачки, очила и дълга гривеста коса), Олег Каравайчук получил прозвището „лудият композитор“ и станал местна забележителност.
Олег Каравайчук е работил с Сергей Параджанов, Василий Шукшин, Иля Авербах, Кира Муратова (Кратки срещи, Дългото сбогуване) и други. Каравайчук също е работил заедно с авангарда, по-специално Сергей Курехин.
Олег Николаевич Каравайчук умира на 13 юни 2016 г. в Санкт Петербург.

## Филм
През 2016 г. излиза филм за композитора – Олег и странното изкуство (на испански Oleg y las raras artes) на венецуелския документалист Андрес Дуке (Andrés Duque), в който той разказва как композиторът веднъж отменил концерт в типичния си стил с обява във вестник: „Олег Каравайчук, отменящ концерта, отменя и собственото си погребение“.